# Carl Buderus (Filmpionier)
Carl Buderus (* 4. April 1863 in Bad Hersfeld; † nach 1936) war ein deutscher Civil-Ingenieur und sowohl Pionier des Elektrohandwerks in Hannover als auch als Filmpionier. Er gilt als der erste hannoversche Kinematographen-Hersteller und „Filme-Macher“.

## Leben

### Die frühen Jahre

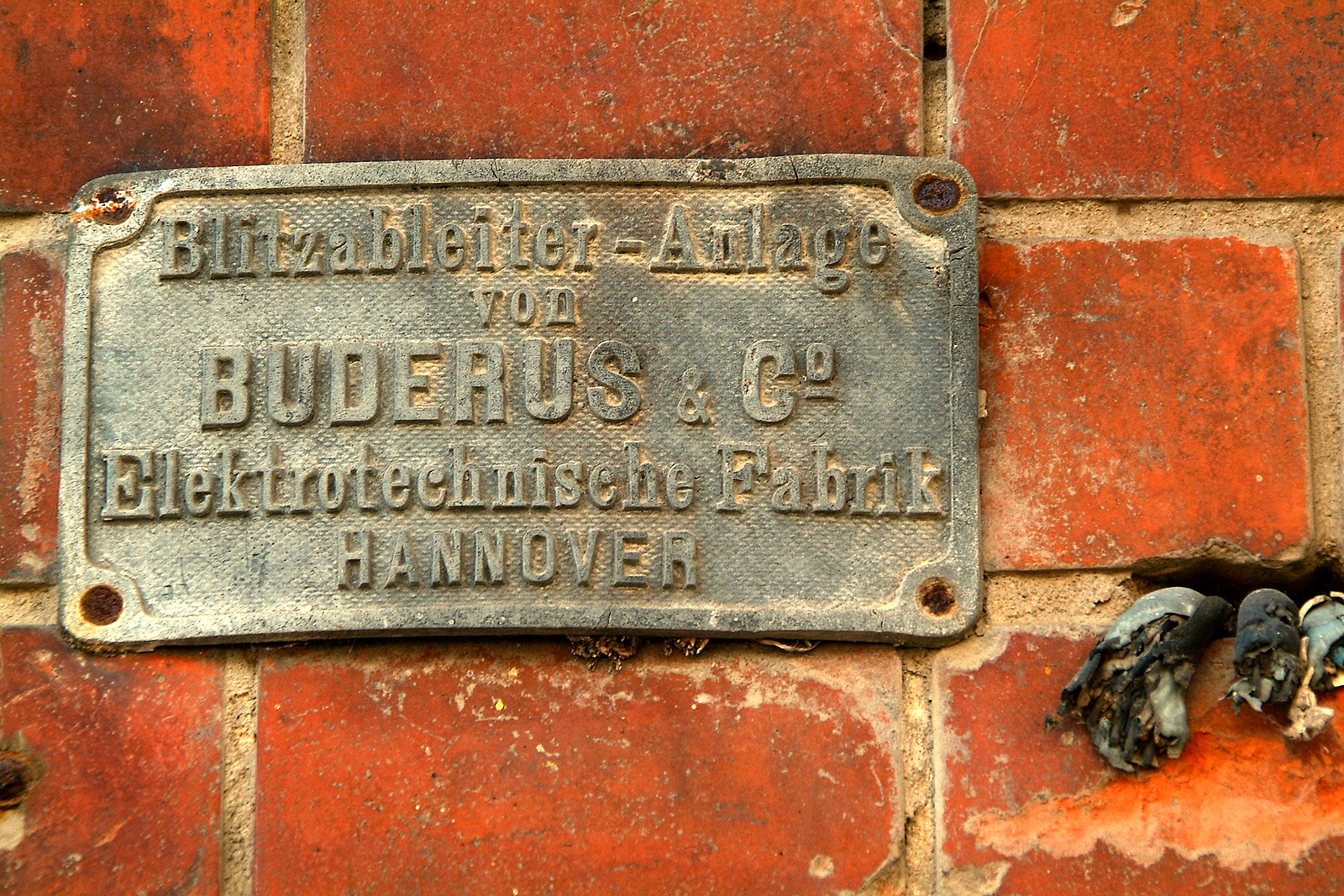
„Blitzableiter-Anlage von Buderus & Co., Elektrotechnische Fabrik, Hannover“, Firmenschild am denkmalgeschützten Kuhstall der Hofanlage Freidingstraße 4 in Hannover-Anderten

Geboren in Bad Hersfeld, studierte „Kalle“ an der damaligen Technischen Hochschule in Hannover. Nachdem 1883 erstmals in Hannover eine öffentliche Stromversorgung in Betrieb genommen wurde, gründete Buderus gemeinsam mit seiner Ehefrau Henny 1887 die Firma Buderus & Co. Kommanditgesellschaft mit Sitz in der Straße Auf dem Emmerberge 30 im heutigen Stadtteil Hannover-Südstadt. Dort begann er mit dem Bau von Stromanlagen mit Dynamomaschinen, Akkumulatoren, Installationen mit Glüh- und Bogenlampen sowie Blitzableiter-Anlagen, die besonders hoch im Kurs standen.

### Buderus Kinematographenwerke

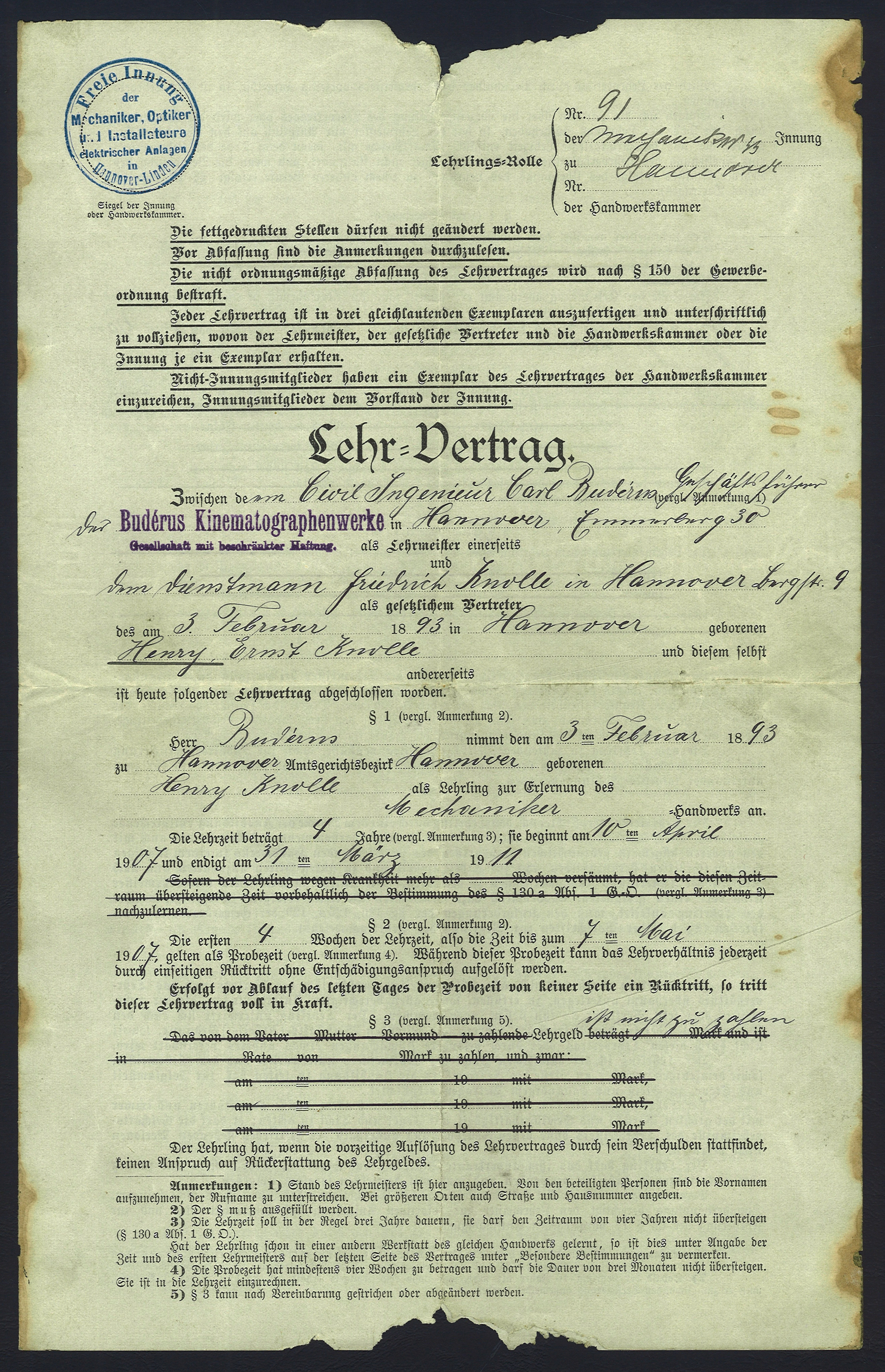
Lehrvertrag vom April 1907 für den am 3. Februar 1893 geborenen Azubi Henry Ernst Knolle

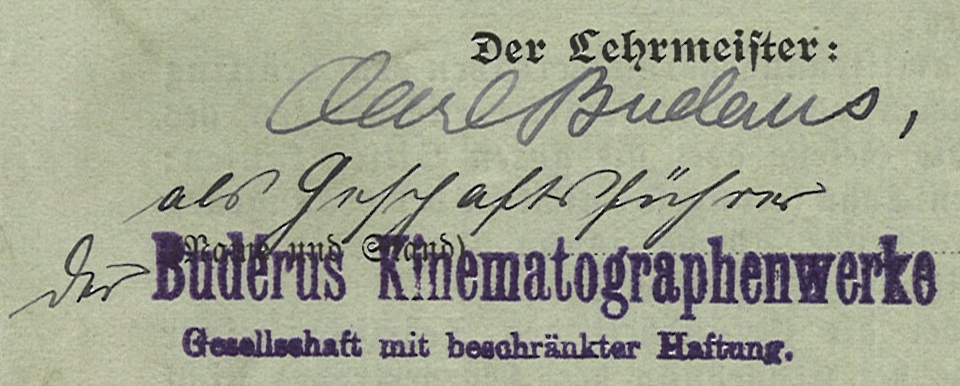
Unterschrift von Carl Buderus als Geschäftsführer der „Budérus Kinematographenwerke“

Der „Pionier des hannoverschen Elektrohandwerks“ wandte sich aber bald der Kinematographie zu und verkaufte daher im Jahr 1900 seine Elektrofirma an seinen Prokuristen, den Elektrotechniker Albert Basté, um dann eigene kleine Apparate für Filmaufnahmen sowie Filmprojektoren zu bauen.
Ab 1903 firmierte er unter Spezialgeschäft für lebende Photographien: Nach dem System Lumière drehte er eigene kleine Spielfilme und aktuelle Reportagen, die er dann im Mellini-Theater vorführen ließ.
Buderus erster längerer Film, der nun erstmals eine Geschichte erzählte, war mit 20 Minuten Länge Der Hauptmann von Köpenick, den er schon 1906 drehte, noch im Jahr des tatsächlichen Ereignisses (Regie und Hauptdarsteller: Carl Sonnemann).

„Sämtliche Angestellte der Firma stellen auch das Schauspielpersonal. So mimt der Kameramann Karl Hasselmann im Film auch einen Soldaten und einen Polizisten. Die Innendekorationen werden im Garten in die Sonne gestellt, die Außenfront des Buderus-Betriebes dient als „Bahnhofseingang“, und die Turnhalle in der Maschstraße wird zum „Rathaus Köpenick“ umfunktioniert.“

Carl Buderus verdiente an diesem Film so gut, dass er eine neue Werkstatt mit Atelier anbauen konnte. Sein Unternehmen verfügte darüber hinaus über eine eigene Kopieranstalt und stellte Grammophonplatten her, die er parallel zur Projektion seiner Stummfilme abspielen ließ und zusammen mit seinen Filmen als „Tonbilder“ vertrieb.
Im Folgejahr 1907 drehte Buderus „flimmerfrei“ die Silberhochzeit des Fürstenpaares von Schaumburg-Lippe, die dann gemeinsam mit einer Anzahl anderer kurzer Filme gezeigt wurde. Im selben Jahr zeichnete er – beispielsweise unter einem Lehrvertrag – als Geschäftsführer der Budérus Kinematographenwerke Gesellschaft mit beschränkter Haftung.
Der Pionier des hannoverschen Elektrohandwerks sowie des „frühen hannoverschen Films“ ging 1908 nach Berlin. Dort gründete Carl Buderus im Mai eine Zweigniederlassung der Buderus Kinematographeuwerke in der Friedrichstr. 192/93. Gegenstand des Unternehmens war laut Handelsregistereintrag die „Herstellung und Vertrieb von Kinematographen, Films und Zubehörteilen aller Art sowie die Fabrikation und der Vertrieb von Schallplatten, Automaten und ähnlichen Artikeln“. Seinen Expansionskurs setzte Buderus mit einer weiteren Niederlassung in Frankfurt am Main fort.
Zum 1. Januar 1912 verkaufte Buderus seine Kinematographenwerke an Dr. Adolf Wale und Ernst Schüssler, einen ehemaligen Mitarbeiter der Firma, die den Sitz der Firma nach Berlin verlegten.
Buderus lebte bis Mitte der 1930er Jahre in Berlin. Sein Todesdatum ist bisher „nicht zu ermitteln“. Er war Mitglied des Vereins Deutscher Ingenieure (VDI) und des Berliner Bezirksvereins des VDI.

## Werke (unvollständig)
- 1906: Der Hauptmann von Köpenick (20 Minuten)[3]
- 1907: Silberhochzeit des Fürstenpaares von Schaumburg-Lippe[3] (siehe Georg (Schaumburg-Lippe) und Marie Anna von Sachsen-Altenburg)
- 1909: Die Erschießung des spanischen Rebellen Francisco Ferer Guardia[13]

## Ehrungen
- Seit 1992 ehrt die Buderusstraße in Hannover den Elektro- und Filmpionier.[9]